# Trosťanec (Javorivský rajon)
Trosťanec (ukrajinsky Тростянець, Trostjanec, polsky Trościaniec), byla vesnice v Javorivském rajonu na Ukrajině. V roce 1940 byla vesnice zničena Rudou armádou kvůli vytvoření Javorivského vojenského cvičiště.

## Historie
Za časů Polsko-litevské unie patřila vesnice ke královským statkům Javoriv ve Lvovské Zemi Ruského vojvodství.
V roce 1880 bylo v obci a několika sousedních vesnicích 219 domů a 1771 obyvatel, a na území panství 14 domů a 92 obyvatel (1174 řeckokatolíků, 2 římskokatolíci, 54 židů, 33 s jiným vyznáním). Římskokatolická farnost byla v Maherivě a řeckokatolická farnost byla v Javorivě.
K 1. lednu 1939 žilo v obci 1720 obyvatel, z toho 1615 řeckokatolických Ukrajinců, 20 římskokatolických Ukrajinců, 15 Židů a 70 Poláků. Byl zde dřevěný kostel Narození Panny Marie, postavený roku 1769 a opravovaný v roce 1912. Vesnice zprvu patřila k Polské republice, po anexi západní ukrajiny SSSR roku 1939 byla obec zahrnutá do Javorivského rajonu ve Lvovské oblasti na Ukrajině.

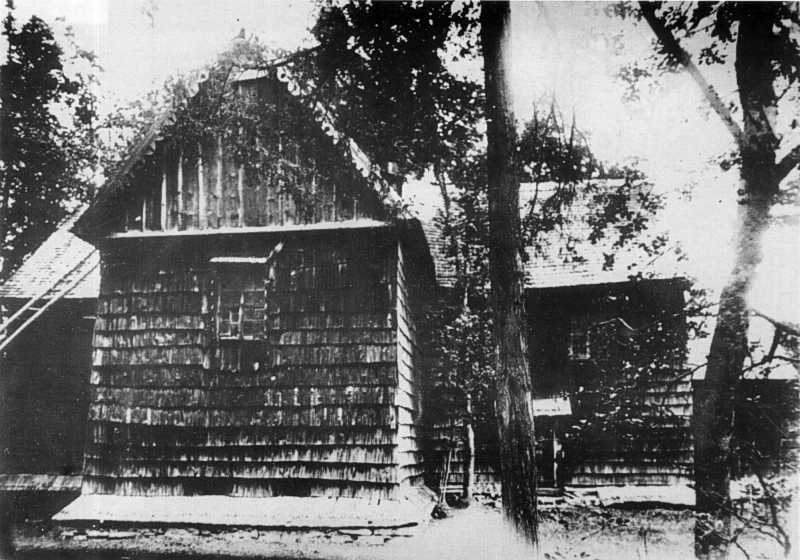
Zaniklý kostel Narození Panny Marie (1912, Я. Пастернак)

V únoru 1940 bylo usnesením Rady lidových komisařů SSSR přiděleno toto a sousedící území pro vojenské účely. K tomu bylo vyčleněné území o rozloze 27 635 hekarů na území Javorivského rajonu, Nemyrovského rajonu, Magerivského rajonu, Krekhivském rajonu a Janivského rajonu ve Lvovské oblasti. Deportace obyvatel se začala uskutečňovat na konci roku 1939, tedy ještě před vydáním oficiálního dokumentu. Obyvatele byli vystěhováváni do Besarábie.